# جنویو لانگمن
جنویو لانگمن (انگلیسی: Genevieve Longman؛ زادهٔ ۲ اکتبر ۱۹۹۵) بازیکن زن واترپلو اهل استرالیا است.
وی در مسابقات کشوری و بین‌المللی در مجموع برندهٔ ۱ مدال نقره شده است.